# Марон, Валентина Ивановна
Валентина Ивановна Марон (28 июля 1923 года — 6 июня 2012 года, Оснабрюк, Германия) — советская театральная актриса, заслуженная артистка РСФСР (1978).

## Биография
Марон Валентина Ивановна родилась 28 июля 1923 года. Была солисткой Московского театра оперетты. Эмигрировала в Германию, где жила в городе Оснабрюк.
Умерла 9 июня 2012 года в Оснабрюке в доме престарелых.

### Семья
- Муж — Владимир Самойлович Марон (1921—2004), директор фильмов на киностудиях им. Горького и «Мосфильм», заслуженный работник культуры РСФСР.[2]

## Награды
- Заслуженная артистка РСФСР (1978).

## Театральные работы
- «Пусть гитара играет» (О. Фельцман) - Серафима
- «Поцелуй Чаниты» (Юрий Милютин) — Розалия
- «Севастопольский вальс» (К. Я. Листов) — Дина
- Белая ночь Хренников- Бочкарёва командир женского батальона
- «Фиалка Монмартра» (Имре Кальман) — мадам Арно
- «Девичий переполох» (Юрий Милютин) — Дуня
- «Баранкин, будь человеком» (Серафим Туликов) — Бабушка
- «Парижская жизнь» (Жак Оффенбах) — Габриэль, прачка
- «Василий Тёркин» (А. Новиков) — Бабка
- "Пенелопа" (А.Журбин) - Эвриклея, кормилица
- 1981 — «Кадриль» (В. Гроховский)

## Фильмография
1. 1966 — Весна и оперетта
2. 1969 — Севастопольский вальс — тётя Дина
3. 1975 — Девичий переполох — Дуня, дочь дворянина Глебова